# Class 365
Pour les articles homonymes, voir Class.
 (octobre 2018).
Si vous disposez d'ouvrages ou d'articles de référence ou si vous connaissez des sites web de qualité traitant du thème abordé ici, merci de compléter l'article en donnant les références utiles à sa vérifiabilité et en les liant à la section « Notes et références ».
Les Class 365 Networker Express étaient des trains britanniques à double tension (25 kV AC et 750 V DC). Ils ont été livrés en 1994 et sont entrés en service en 1996. Ils desservaient 5 opérateurs ferroviaires britanniques.
Conçu par la société suédo-suisse Asea Brown Boveri (ABB), il suivait l'apparence des unités construites par la classe 465 BREL (British Rail Engineering Limited), dont la construction avait été divisée entre ABB et BREL. Il a été construit dans leur usine de Holgate Road, York, qui a été reprise par BREL après la privatisation de British Rail entre 1994 et 1996. Ils ont été construits de 1994 à 1995 pour effectuer de longues distances et ils étaient la dernière série de la famille « Networker » construite à l'usine de York avant sa fermeture. Ils reçurent des modifications de cabine avant pour les équiper d'une climatisation, installée par WAGN, dont la conception leur valut le surnom de « Happy Train », en raison de sa prise d'air en forme de sourire. Cette modification a été effectuée entre 2001 et 2002.

## Histoire

### Contexte

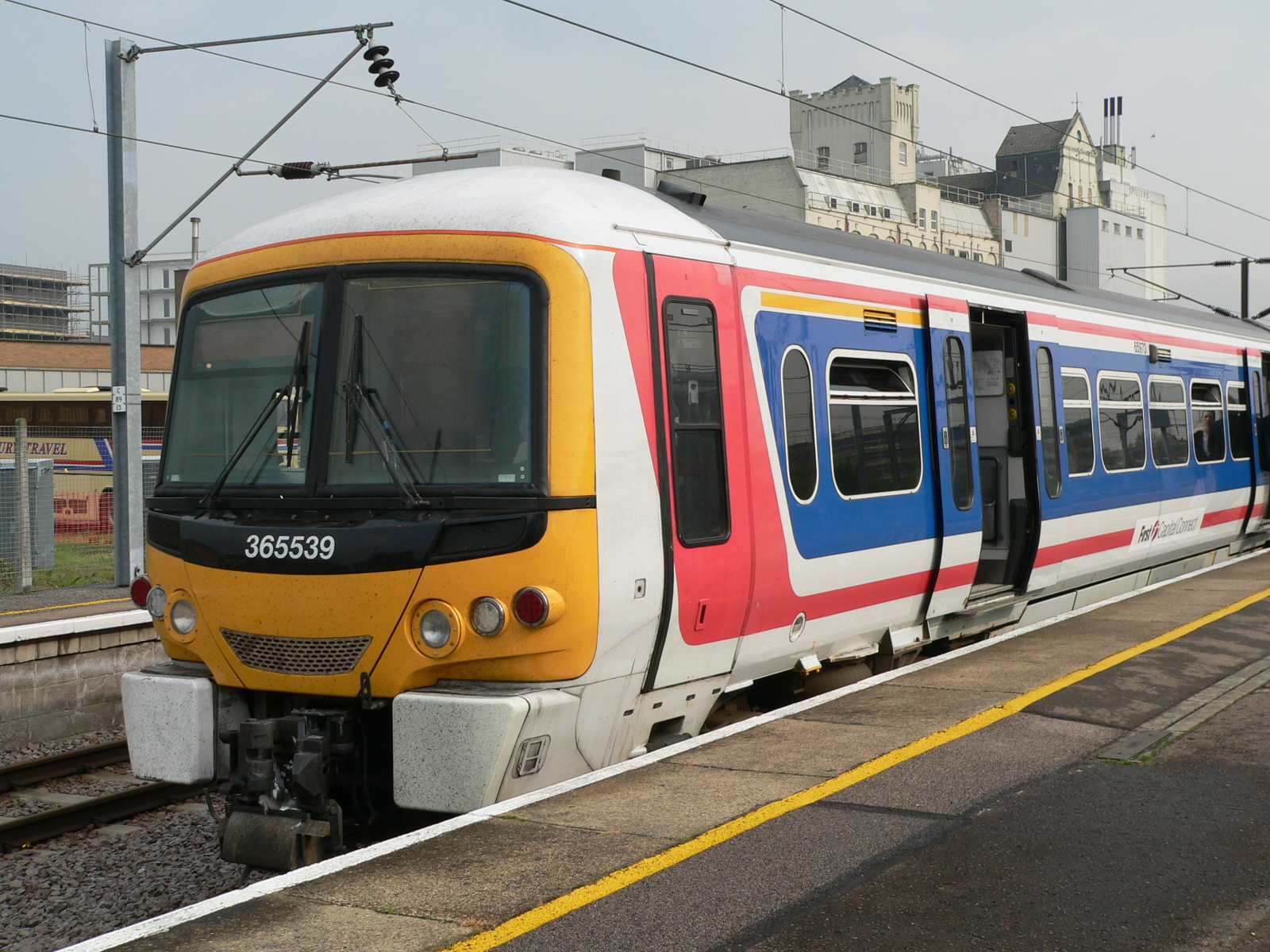
La Classe 365 avec la livrée originale de Network SouthEast entre 2006 et 2007, lorsque First Capital Connect a repris la franchise.

Au début des années 90, la famille Networker entrait en service à grande échelle dans le secteur Network SouthEast. Les unités « Networker » de troisième rail (Class 465 / Class 466) et les unités « Network Turbo » Diesel (Class 165 / Class 166) étaient en service commercial. Divers projets étaient proposés pour produire d'autres éléments « Networker » comme l'étude d'un « Universal Networker » qui devait être nommée « Class 371 et 381 ». Ces trains déchus devaient desservir le sud-est de l'Angleterre avec une capacité à double tension. Cependant, en 1992, aucun travail n'avait été accompli pour leur développement en raison d'un manque de financement. Un plan de remplacement était nécessaire pour remplacer les anciennes EMU (Electric Multiple Units) de British Rail de 1ère génération de 1950 à 1960 qui desservaient les itinéraires tels que les services express entre Londres, le comté de Kent et les comtés de Sussex.  Pour cela, la Classe 465 a été modifiée pour effectuer des services longue distance, un prototype a été converti à partir d'une unité existante (appelée Classe 465/3) pour déterminer son adéquation, avant que le financement ne soit autorisé pour l'achat de 41 EMU, chacune de ces quatre unités automobiles est devenue la Classe 365.

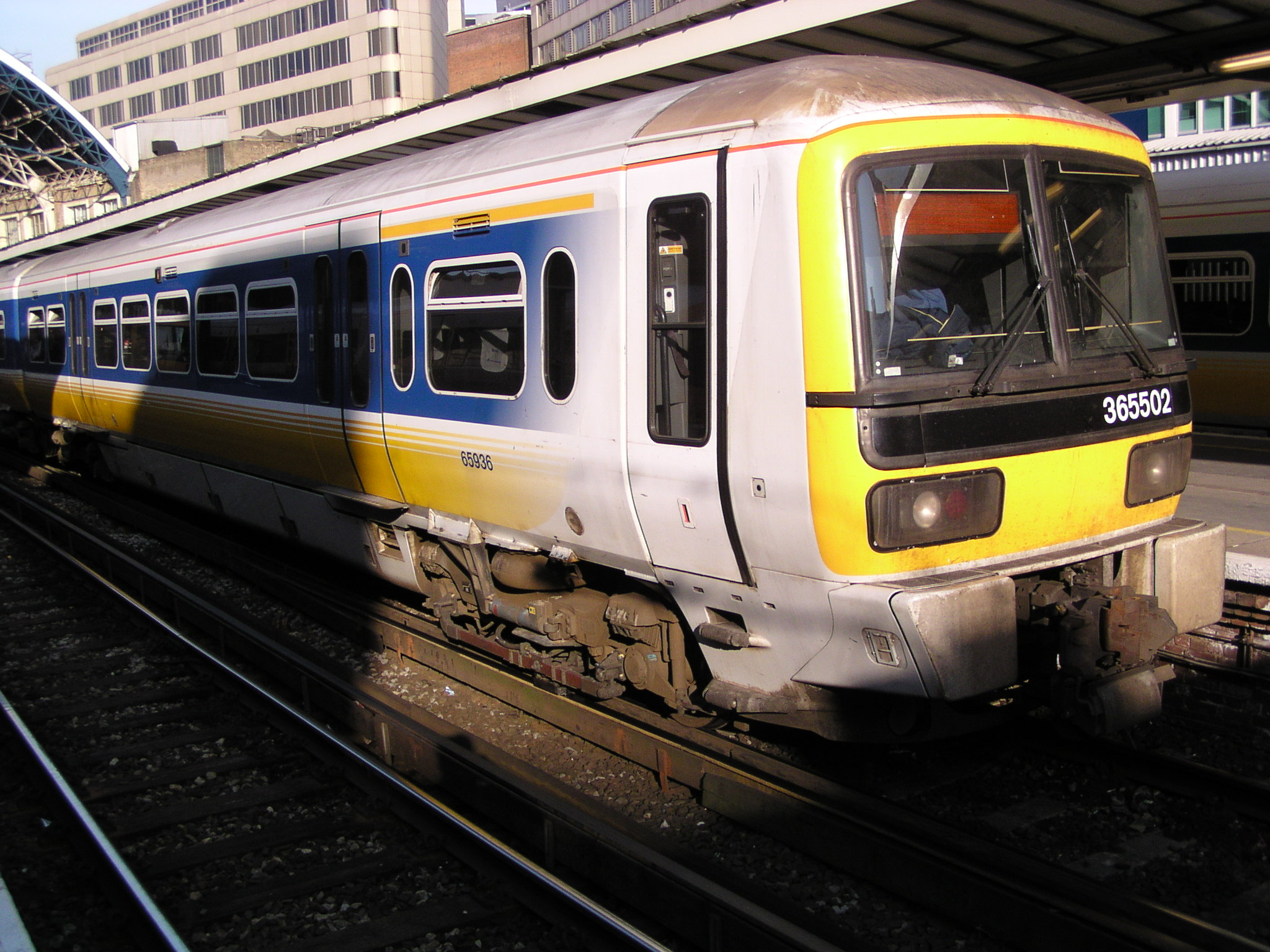
Class 365 en livrée Connex South Eastern

Le premier service concernait la division Sud-Est et n'a eu lieu que le 14 octobre 1996, lorsque Network SouthEast a été dissous et que les services ont été gérés par le franchisé Connex South Eastern. Un service opérationnel normal de ce type était prévu pour l'horaire d'été 1997. C'est effectivement ce qui s'est produit, mais les unités s'étaient déjà révélées problématiques. La Classe 365 a commencé à démontrer que sa conception fondamentale dérivée des unités suburbaines était inadaptée à une utilisation « express » sur de longues distances, car l'équipement rencontrait de sérieux problèmes de vibrations à grande vitesse en raison de défauts de montage du moteur de traction. Toutes les unités ont été rapidement limitées à une vitesse maximale de 120 km/h (75 m/ph) jusqu'à ce qu'une solution soit trouvée. Ces problèmes ont été aggravés par le fait que le train n'a pas pu obtenir l'autorisation de circuler sur l'ensemble de la ligne principale de Chatham avant d'être autorisé par Railtrack. Initialement, l'autorisation n'était accordée que de Victoria à Ramsgate, via Maidstone East, Ashford et Canterbury West.

### Description

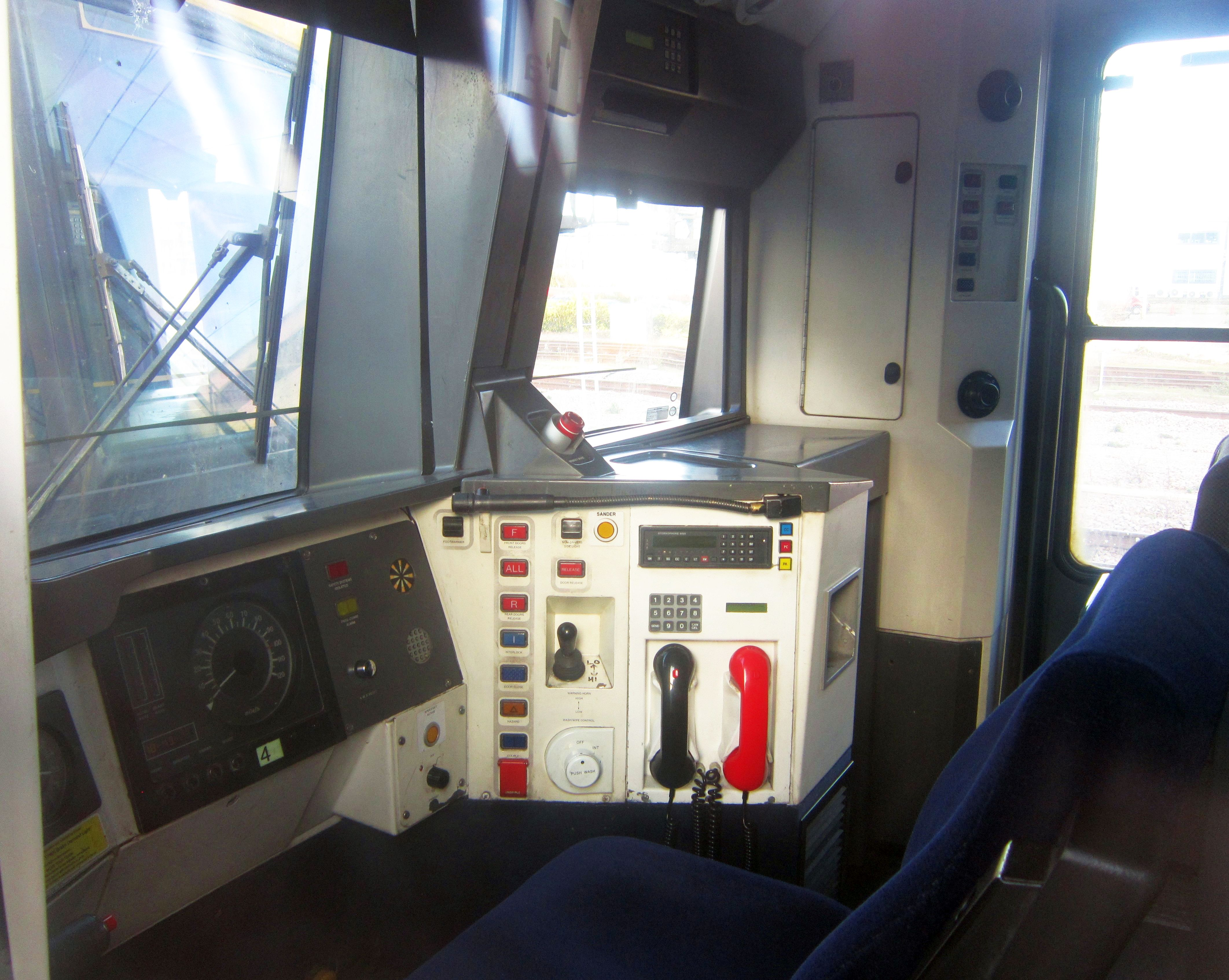
Poste de conduite d'une Class 365

Network SouthEast a travaillé en étroite collaboration avec ABB lors de la conception de l'aménagement intérieur, qui a finalement abouti à un format de sièges « 2 + 2 », avec un compartiment de première classe de 2 plus 1 sièges. Le système à double tension mentionné était dès le départ une spécification nécessaire, qui permettra aux futures sociétés de leasing de bénéficier de flexibilité et d'exploiter leurs trains sur différents systèmes ferroviaires. Bien que spécifiée comme unité à double tension, la Classe 365 n'a jamais fonctionné avec cette capacité car elle a été construite avec un seul système de collecte de courant de traction. Les unités 365501 à 365516, qui fonctionnaient principalement pour la division Network SouthEast « Kent Link » avant que la franchise ne soit cédée à Connex South Eastern, étaient à l'origine fournies uniquement avec un équipement CC pour une utilisation sur le troisième système ferroviaire 750 V (à l'exception de l'unité). 365502, qui fonctionnait sur le réseau AC, la East Coast Main Line (ou ECML) pendant les tests et la mise en service (ce qui était la principale raison pour laquelle cette unité a été choisie pour être sous-louée par Connex South Eastern à WAGN (West Anglia Great Northern) pour couvrir l'unité 365526 suite au déraillement de Potters Bar en 2002). Dans cette configuration, la vitesse maximale était de 145 km/h (90 m/ph).
Lorsque les 16 unités Connex South Eastern ont été transférées à  West Anglia Great Northern pour être utilisés avec une tension de traction de 25 kV, les chaussures et l'équipement associé ont été retirés et un pantographe à haute vitesse Brecknell Willis a été installé, ainsi que d'autres modifications et tests spécifiques à l'opérateur et à la tension, par Bombardier Transportation à son usine de Doncaster, peu avant la fermeture des travaux.
Cependant, les unités 365 conservent le bus DC 750 V d'origine, ce qui signifie que sur les lignes haute tension de 25 kV, le courant est collecté en AC, redressé en DC pour les systèmes embarqués, puis inversé en AC pour les moteurs de traction triphasés. Pour voyager sur la ligne principale de la côte Est avec des lignes électriques aériennes, la vitesse maximale a été augmentée à 160 km/h (100 mph).

#### Équipement des rails
- DMOC A - 4x moteurs de traction triphasés, onduleur de traction, ponceuse
- TOSL - Compresseur, convertisseur auxiliaire, WC à accès universel
- PTOSL - Pantographe, transformateur, convertisseur auxiliaire, petite toilette
- DMOC B - 4x moteurs de traction triphasés, onduleur de traction, ponceuse

Un freinage dynamique (rhéostatique) sur les deux chariots électriques est proposé en plus des freins à disque, via un système de mélange de freins.
Comme pour l’ensemble de la flotte Networker, la protection contre le patinage des roues (WSP) fonctionne sur chaque essieu. Dans des conditions de freinage, une vanne de purge libère l'air du cylindre de frein de n'importe quel essieu si la vitesse de rotation varie considérablement par rapport à la vitesse moyenne de l'essieu du train.
Des systèmes d'affichage d'informations sur les passagers à LED (PIDS) et des auto-annonceurs sont installés dans toute la flotte.

## Exploitation

### Great Northern

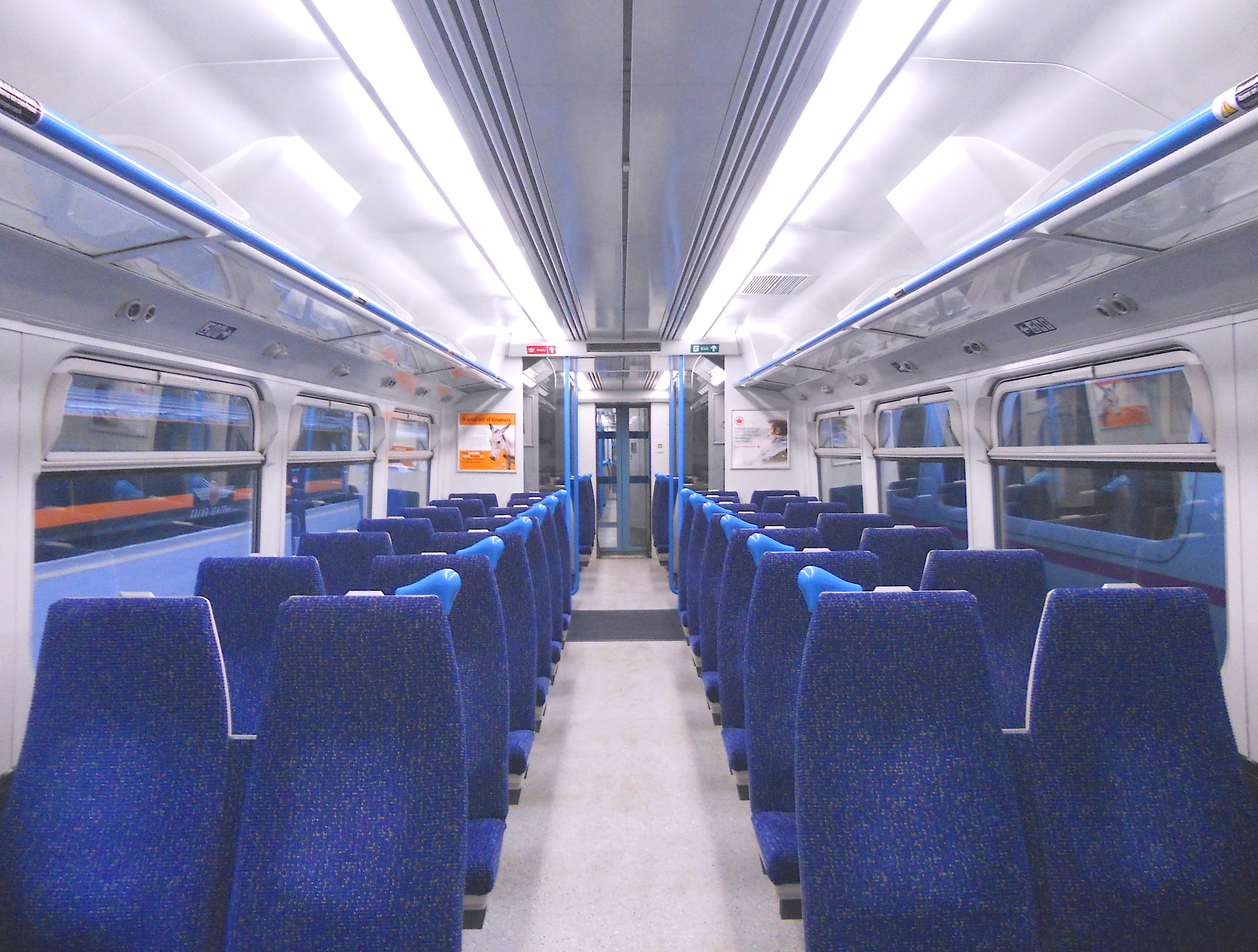
Intérieur d'un train rénové par Great Northern, propriété de Govia (classe standard)

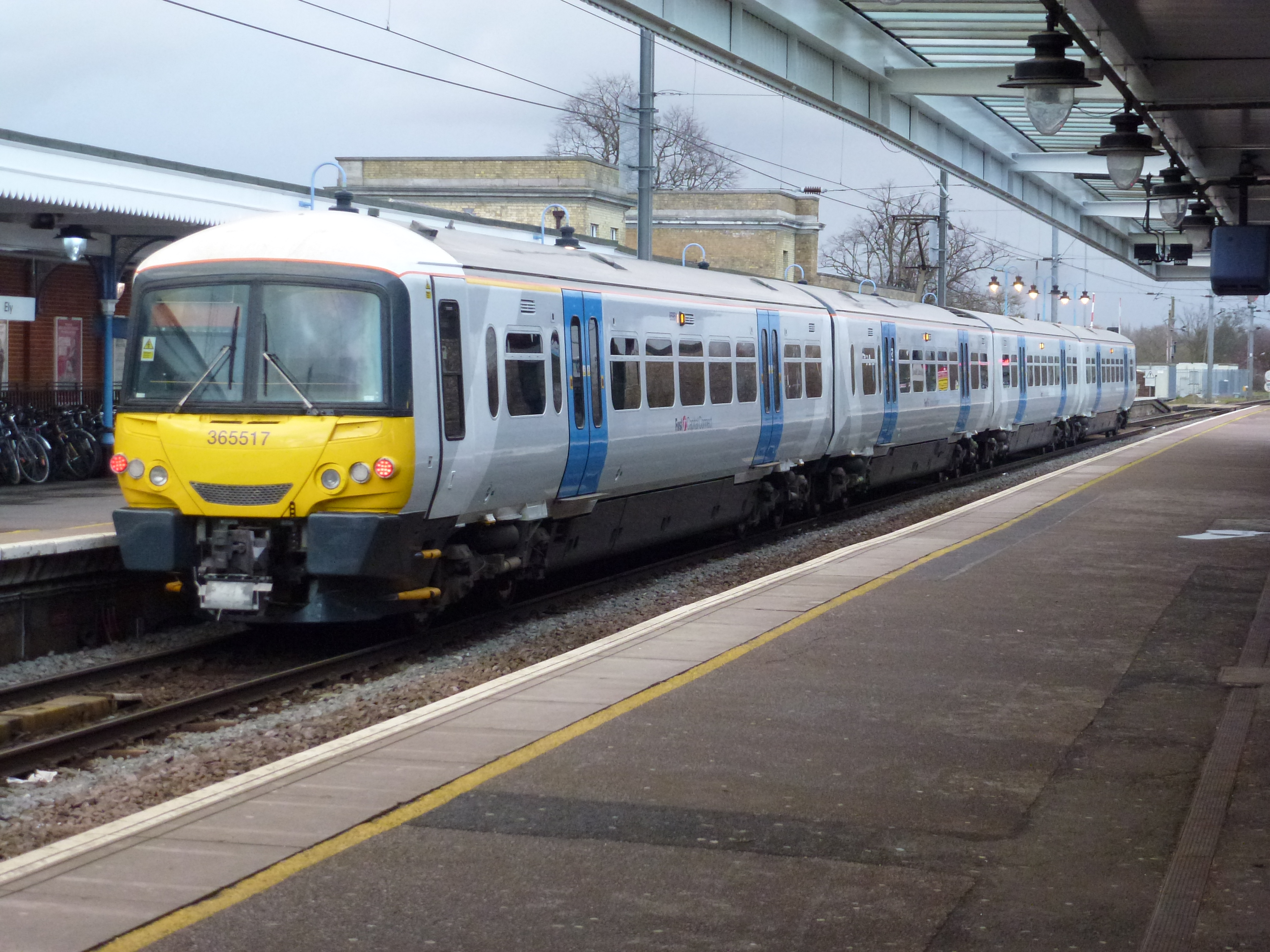
Le nouveau train First Capital Connect utilisant la livrée Thameslink Great Northern en 2014, faisant suite à la prochaine franchise Great Northern qui a pris le relais en septembre à Ely

- Great Northern, qui a repris le service précédemment exploité par First Capital Connect jusqu'au 14 septembre 2014 et auparavant WAGN jusqu'au 1er avril 2006, utilisait des Class 365 jusqu'au vendredi 14 mai 2021 où la finale prévoyait le service de 09h10 de Peterborough à Kings Cross où les unités 365520 et 365522 étaient couplées ensemble pour former un service de 8 voitures. Ce service avait le code principal 1P85. Ces trains desservaient les services de banlieue depuis la gare de Londres King's Cross. Ces services ont été partagés avec les unités de classe 387 à partir de 2016, date à laquelle elles ont été livrées à Great Northern. Les services de 2019 se répartissaient généralement en deux catégories :  Kings Cross - Peterborough  Kings Cross - Baldock  Avant 2019, lorsque de nombreux Networker Expresses ont été mis en magasin, ces services voyaient des itinéraires tels que :  Kings Cross - Letchworth et Cambridge  Kings Cross - Ely et Kings Lynn

## Services assuré
Les 31 rames encore à l'effectif en 2018 effectuent les services express de Great Northern et circulent sur la ligne de Glasgow à Edinburg via Falkirk en écosse.
| Great Northern - Cambridge express & Fen Line | London King's Cross ↔ King's Lynn London King's Cross ↔ Ely |
| Scotrail                                      | Glasgow to Edinburg via Falkirk Line                        |